# Cerkiew św. Mikołaja Cudotwórcy w Bereżnicy Wyżnej
Cerkiew św. Mikołaja Cudotwórcy w Bereżnicy Wyżnej – dawna drewniana filialna cerkiew greckokatolicka, znajdująca się  w Bereżnicy Wyżnej, wzniesiona w pierwszej połowie XIX w.
Po 1947 po wysiedleniach ludności ukraińskiej cerkiew przejęta przez kościół rzymskokatolicki. Użytkowana jako kościół filialny pw. Narodzenia Najświętszej Marii Panny parafii w Górzance.

## Historia
Cerkiew zbudowana została w roku 1830 lub 1839 przez cieślę Jana Hnatkowskiego z fundacji Mikołaja Krajewskiego w miejscu poprzedniej wzmiankowanej w 1756. Należała do parafii greckokatolickiej w Żernicy Wyżnej. Została odnowiona w 1902. W okresie wysiedleń w budynku stacjonowało wojsko. Po 1947 przejęta przez Kościół rzymskokatolicki. W 1961 zamknięta przez Urząd do Spraw Wyznań w Rzeszowie. Przywrócona do kultu w 1970.

## Architektura i wyposażenie
Cerkiew w Bereżnicy Wyżnej jest świątynią orientowaną, o konstrukcji zrębowej, pozornie dwudzielną, z babińcem wtopionym w bryłę budowli. Od zachodu do świątyni dostawiony jest przedsionek o konstrukcji słupowej. Prostokątny babiniec i nawa jednakowej szerokości. Prezbiterium węższe, zbudowane na planie prostokąta. Od północy przylega do niego zakrystia. Nad babińcem, nawą i prezbiterium znajduje się czterospadowy, jednokalenicowy dach. Nad przedsionkiem i zakrystią dachy pulpitowe.
We wnętrzu znajduje się duża część ikonostasu z XIX-wiecznymi  ikonami, który przesunięty został na tylną ścianę prezbiterium. Część ikon skradziona została w latach 80. XX wieku. Do lat 70. XX wieku w cerkwi znajdował się fragment XVII-wiecznego ikonostasu z poprzedniej cerkwi. Ściany i strop ozdabia figuralna polichromia. W zakrystii znajduje się przedwojenne tabernakulum.

## Otoczenie cerkwi
Przed cerkwią, na jej osi, znajduje się drewniana dwukondygnacyjna dzwonnica o konstrukcji słupowej, nakryta dachem namiotowym. Wzniesiona w 1830. Znajdujący się w niej dzwon pochodzi z 1868.
Przy cerkwi zlokalizowany jest cmentarz, na którym znajdują się groby lokalnych właścicieli ziemskich.

## Galeria

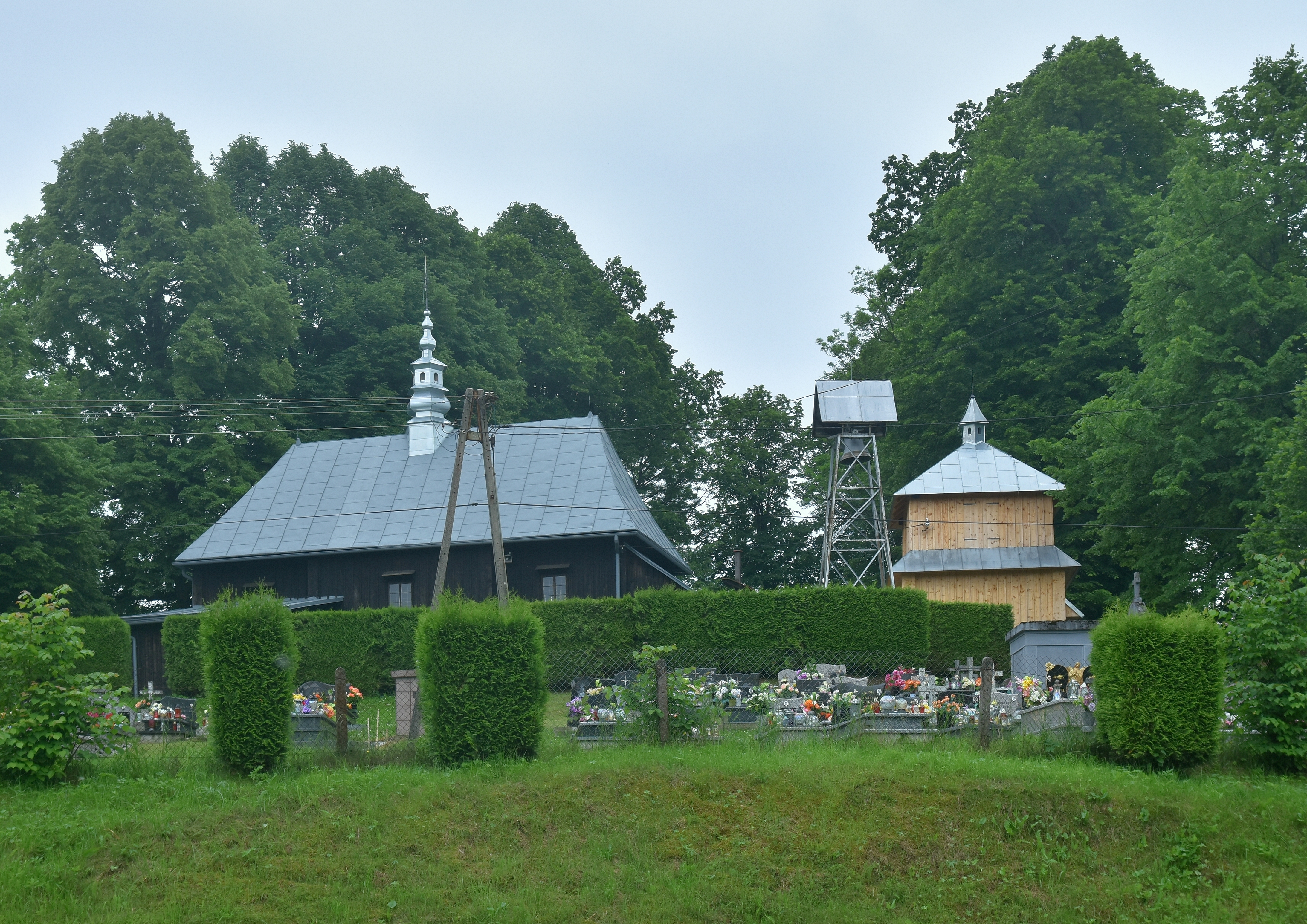
Widok ogólny
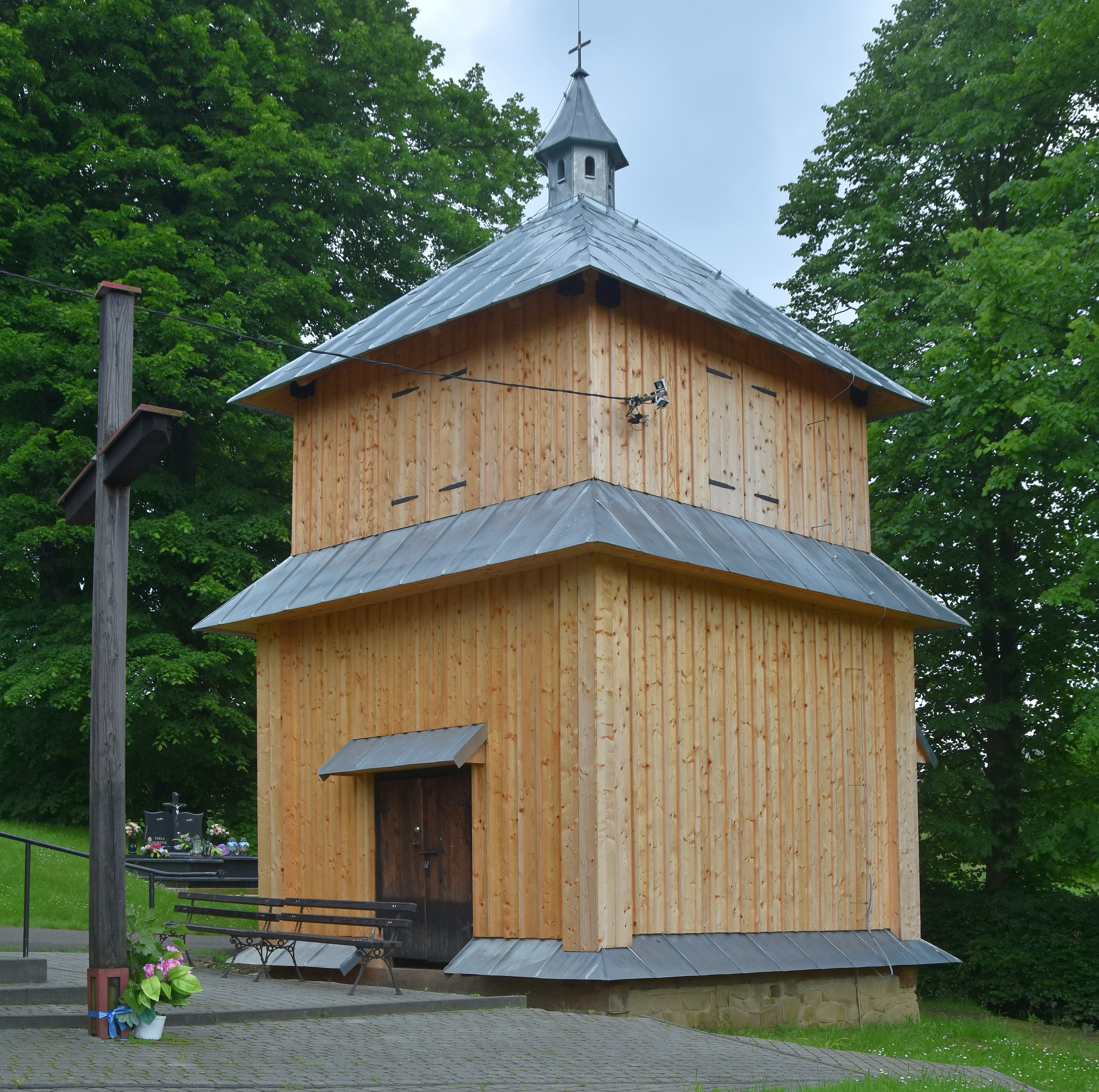
Dzwonnica
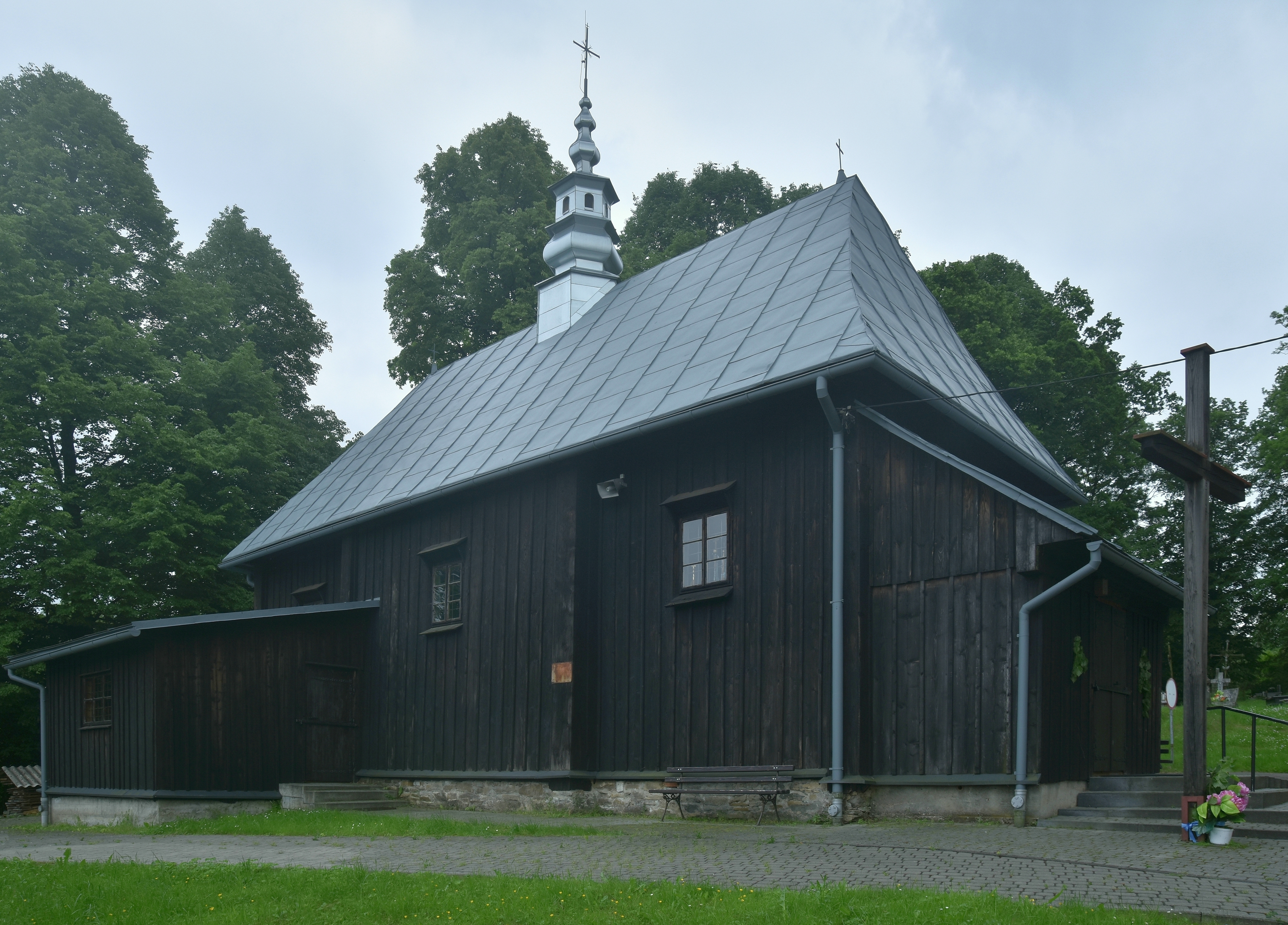
Elewacja frontowa